# Székelykocsárd község
Székelykocsárd község (románul: Comuna Lunca Mureșului) község Fehér megyében, Romániában. Központja Székelykocsárd, hozzá tartozik Vajdaszeg.

## Népessége
A 2011-es népszámlálás adatai alapján a község népessége 2404 fő volt.